# Ceramida cobosi
Ceramida cobosi är en skalbaggsart som beskrevs av Baguena 1955. Ceramida cobosi ingår i släktet Ceramida och familjen Melolonthidae. Inga underarter finns listade.